# دين كوكس
دين كوكس (بالإنجليزية: Dean Cox)‏ (12 أغسطس 1987 في المملكة المتحدة - ) هو لاعب كرة قدم بريطاني في مركز الوسط. لعب مع إيستبورن بوروه وبرايتون أند هوف ألبيون ونادي ليتون أورينت وبوغنور ريجيس تاون.

## وصلات خارجية
- دين كوكس على موقع قاعدة بيانات كرة القدم.إي يو (الإنجليزية)
- دين كوكس على موقع Soccerbase.com (لاعب) (الإنجليزية)